# Studzianki-Kolonia
Studzianki-Kolonia (prononciation : [stuˈd͡ʑaŋki kɔˈlɔɲa]) est un village polonais de la gmina de Zakrzówek dans le powiat de Kraśnik de la voïvodie de Lublin dans l'est de la Pologne.
Il se situe à environ 17 kilomètres à l'est de Kraśnik (siège du powiat) et 42 kilomètres au sud de Lublin (capitale de la voïvodie).
Le village comptait approximativement une population de 320 habitants en 2006.

## Histoire
De 1975 à 1998, le village est attaché administrativement à l'ancienne Voïvodie de Lublin.

Depuis 1999, il fait partie de la nouvelle voïvodie de Lublin.